# Tenggaradvärguv
Tenggaradvärguv (Otus silvicola) är en fågel i familjen ugglor inom ordningen ugglefåglar.

## Utseende och läte
Tenggaradvärguv är en relativt stor dvärguv. Fjäderdräkten är övervägande gråbrun, med grått svartkantat ansikte. Vidare känns den igen på mörk näbb och mörk hjässa, tydliga svarta streck på den ljusare gråaktiga undersidan och mörkbrun ovansida med vita vingteckningar. Ungfågeln är ljusare, med svagare streck och mer rostfärgat utseende. Jämfört med floresdvärguven är den större och gråare, med mörkt på näbb och panna samt mer svartstreckad undersida. Lätet är ett enkelt "koh" som ofta upprepas.

## Utbredning och systematik
Fågeln förekommer i Små Sundaöarna (Sumbawa och Flores). Den behandlas som monotypisk, det vill säga att den inte delas in i några underarter.

## Levnadssätt
Tenggaradvärguv förekommer i skogsområden i lågland och lägre bergstrakter. Där håller den mest till i trädtaket.

## Status och hot
Arten har ett stort utbredningsområde, men tros minska i antal, dock inte tillräckligt kraftigt för att den ska betraktas som hotad. Internationella naturvårdsunionen IUCN listar arten som livskraftig (LC).